# Gamurra

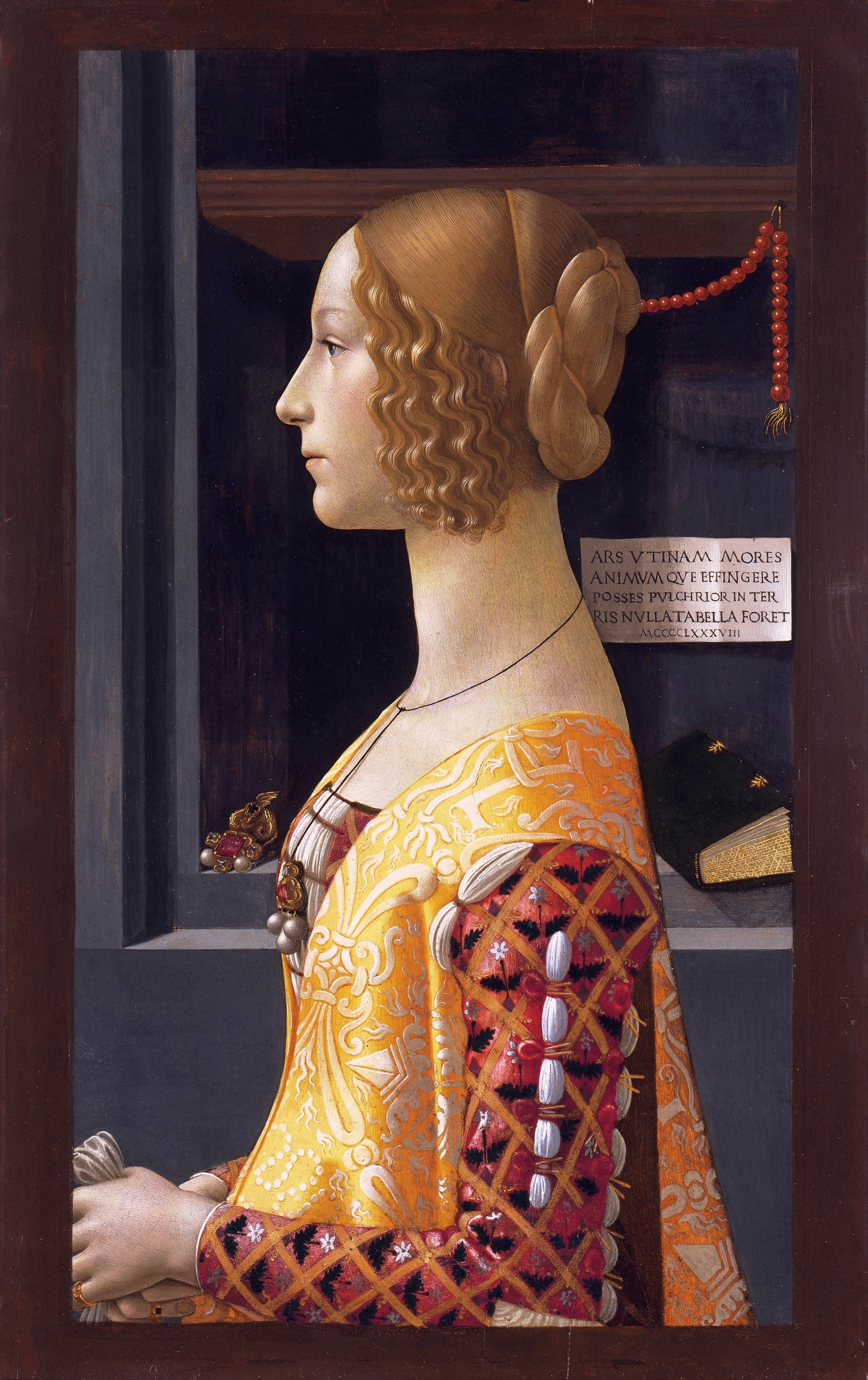
Gamurra bajo la Giornea, en el Retrato de Giovanna Tornabuoni de Domenico Ghirlandaio.

La Gamurra (“Gammurra” en Florencia, “Zupa”, “Zipa” o “Socha” en el norte), en Italia era un vestido intermedio llevado por las mujeres en Europa en la Baja Edad Media y Renacimiento (los siglos XIV al XVI).
En francés se denominó como “cotte”, en Inglaterra “kirtle” o “cotehardie” y en España, se le identificaba como “saya”. 

## Descripción
Desde la Alta Edad Media existía la necesidad de cubrir el cuerpo abundantemente, llevando varias capas sobrepuestas para resistir el frío. Esto era común en ambos sexos. Hasta finales del siglo XIV, se le conoció en Italia con el nombre de “gonella”, término con el cual se designaba, por igual, tanto la prenda intermedia femenina como masculina, ambas largas. Pero cuando se generalizó el traje corto para el hombre, la prenda femenina (que continuó siendo larga) pasó a ser denominada “gamurra”, término con el cual se reconocería también durante todo el Renacimiento.
La gamurra era un vestido largo hasta los pies, normalmente invernal, de lana, a veces abotonado por delante. Tenía las mangas separadas y, a medida que avanzaba el siglo XV, se hacían de tejido diferente, incluso con hilos de oro y aplicaciones de joyas. En invierno se forraba de piel y en verano se usaban tejidos más ligeros.
La ropa se podía estrechar o agrandar en caso de embarazo: en este caso se abría por delante (véase como ejemplo el cuadro de la Virgen del Parto de Piero de la Francesca). Podía también abrirse sobre los senos, para que la mujer pudiera dar el pecho.
El nombre gamurra deriva del plural de la palabra árabe khima (pl. khumur), que significa velo de mujer, o más genéricamente vestido de mujer.